# Тиридат Велики
Тиридат III Велики е цар на Велика Армения от династията Аршакиди, при когото арменците приемат християнството. Неговото царуване (287 – 330 г.) до голяма степен определя последвалата история на страната.
Около 314 г. държавата първа в света приема християнството като държавна религия и това създава разрив със Сасанидска Персия. Арменската апостолическа църква се превръща в един от стожерите на монарсите Аршакиди и допринася за запазване на националното единство в по-късните исторически периоди.